# Зиково (Панкрушихинський район)
Зи́ково (рос. Зыково) — село у складі Панкрушихинського району Алтайського краю, Росія. Входить до складу Уриваєвської сільської ради.

## Населення
Населення — 365 осіб (2010; 427 у 2002).
Національний склад (станом на 2002 рік):
- росіяни — 97 %